# Anisophaea ornata
Anisophaea ornata är en trollsländeart som först beskrevs av Campion 1924.  Anisophaea ornata ingår i släktet Anisophaea och familjen Euphaeidae. Inga underarter finns listade i Catalogue of Life.